# Подолянка (Украина)
Подолянка (укр. Подолянка) — село в Веселиновском районе Николаевской области Украины.
Основано в 1927 году. Население по переписи 2001 года составляло 92 человека. Почтовый индекс — 57020. Телефонный код — 5163. Занимает площадь 0,638 км².

## Местный совет
57020, Николаевская обл., Веселиновский р-н, с. Николаевка, ул. Одесская, 35